# Kraftwerk Obernach
Das Kraftwerk Obernach liegt an der Mautstraße am Walchenseesüdufer unmittelbar südlich des Weilers Einsiedl. Formell wird das Kraftwerk zum Ortsteil Altlach der Gemeinde Jachenau gerechnet.

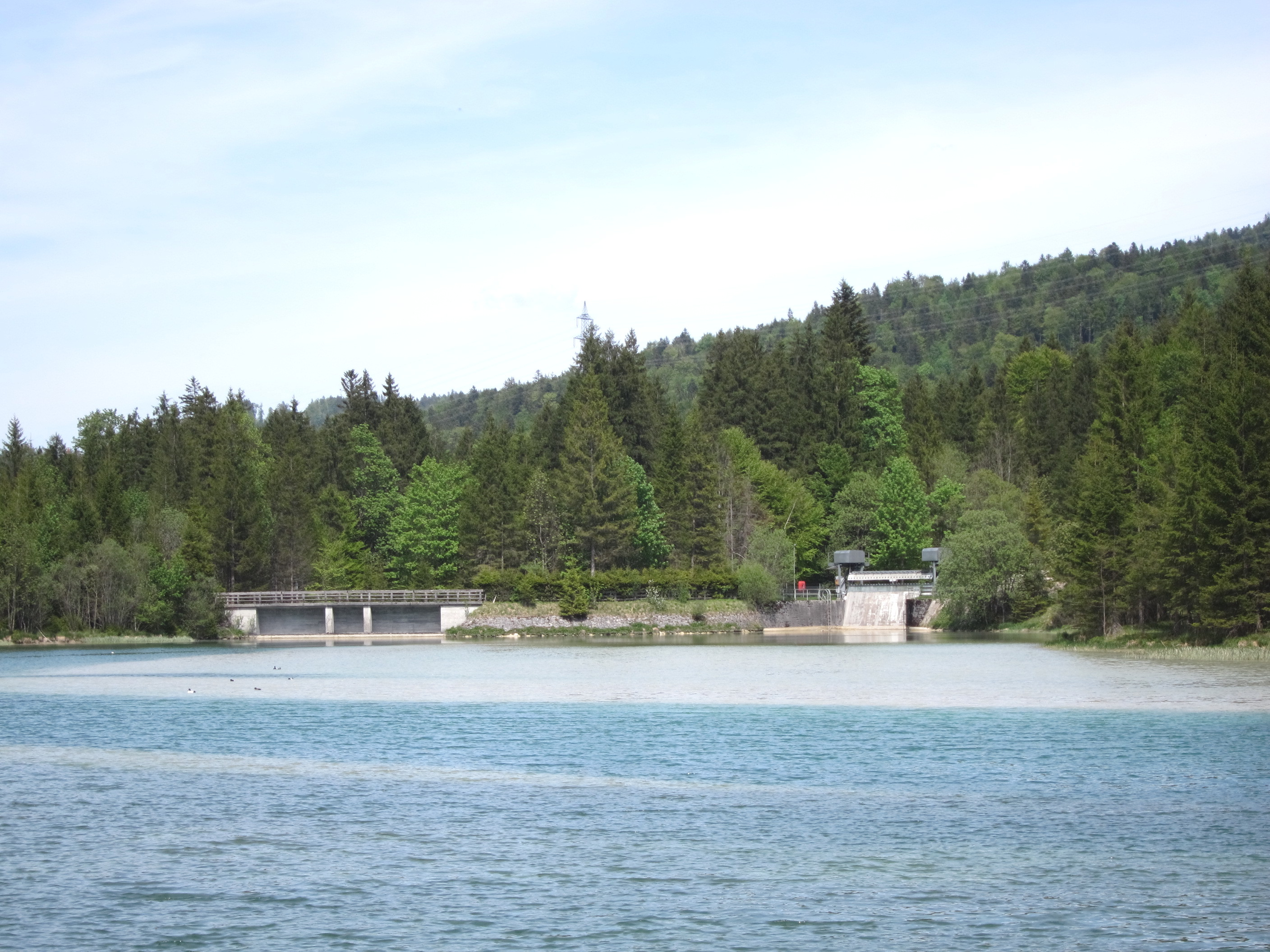
Sachensee: Stauwehr von Obernachkanal, Einlaufbauwerk

Das 1955 in Betrieb genommene Laufwasserkraftwerk nutzt die Kraft des Wassers aus der Isarüberleitung zur Speisung des Walchensees, der als Oberwasserbecken des Walchenseekraftwerks dient. Ab Stauwehr Krün wird Isarwasser über den oberen Teil des Obernachkanals zum Sachensee geleitet. Von dort führt der Obernachstollen zum Kraftwerk Obernach am Walchenseeufer, wobei überschüssiges Wasser durch den unteren Teil des Obernachkanals direkt ungenutzt in den Walchensee abgelassen werden kann.
Die 68 m Höhenunterschied des Obernachstollens zwischen Sachensee und Walchensee nutzt das Kraftwerk Obernach zur Energieerzeugung. Anders als beim Walchenseekraftwerk achtete man zur Zeit des Baus darauf, das Wasserschloss und die Druckrohrleitung zu den beiden Turbinen im Berg zu verstecken. Die zeitweilig von E.ON Wasserkraft, seit 2016 von Uniper Kraftwerke betriebene Anlage erreicht eine Leistung von 12,8 MW, somit ca. 10 % des Walchenseekraftwerks. Der Netzanschluss erfolgt über eine Schaltanlage vor Ort auf der 20-kV-Mittelspannungsebene in das Stromnetz des Verteilnetzbetreibers Bayernwerk AG.